# Microsciurus mimulus
Microsciurus mimulus е вид бозайник от семейство Катерицови (Sciuridae).

## Разпространение
Видът е разпространен в Еквадор, Колумбия и Панама.